# Tutang (köpinghuvudort i Kina, Jiangxi Sheng, lat 29,36, long 116,42)
Tutang är en köpinghuvudort i Kina. Den ligger i provinsen Jiangxi, i den sydöstra delen av landet, omkring 92 kilometer nordost om provinshuvudstaden Nanchang. Antalet invånare är 47 266. Befolkningen består av 22 906 kvinnor och 24 360 män. Barn under 15 år utgör 25,0 %, vuxna 15-64 år 67 %, och äldre över 65 år 7,0 %.
Runt Tutang är det tätbefolkat, med 331 invånare per kvadratkilometer. Tutang är det största samhället i trakten. Trakten runt Tutang består till största delen av jordbruksmark.
Genomsnittlig årsnederbörd är 2 294 millimeter. Den regnigaste månaden är maj, med i genomsnitt 338 mm nederbörd, och den torraste är januari, med 74 mm nederbörd.